# تهديدات عشرة

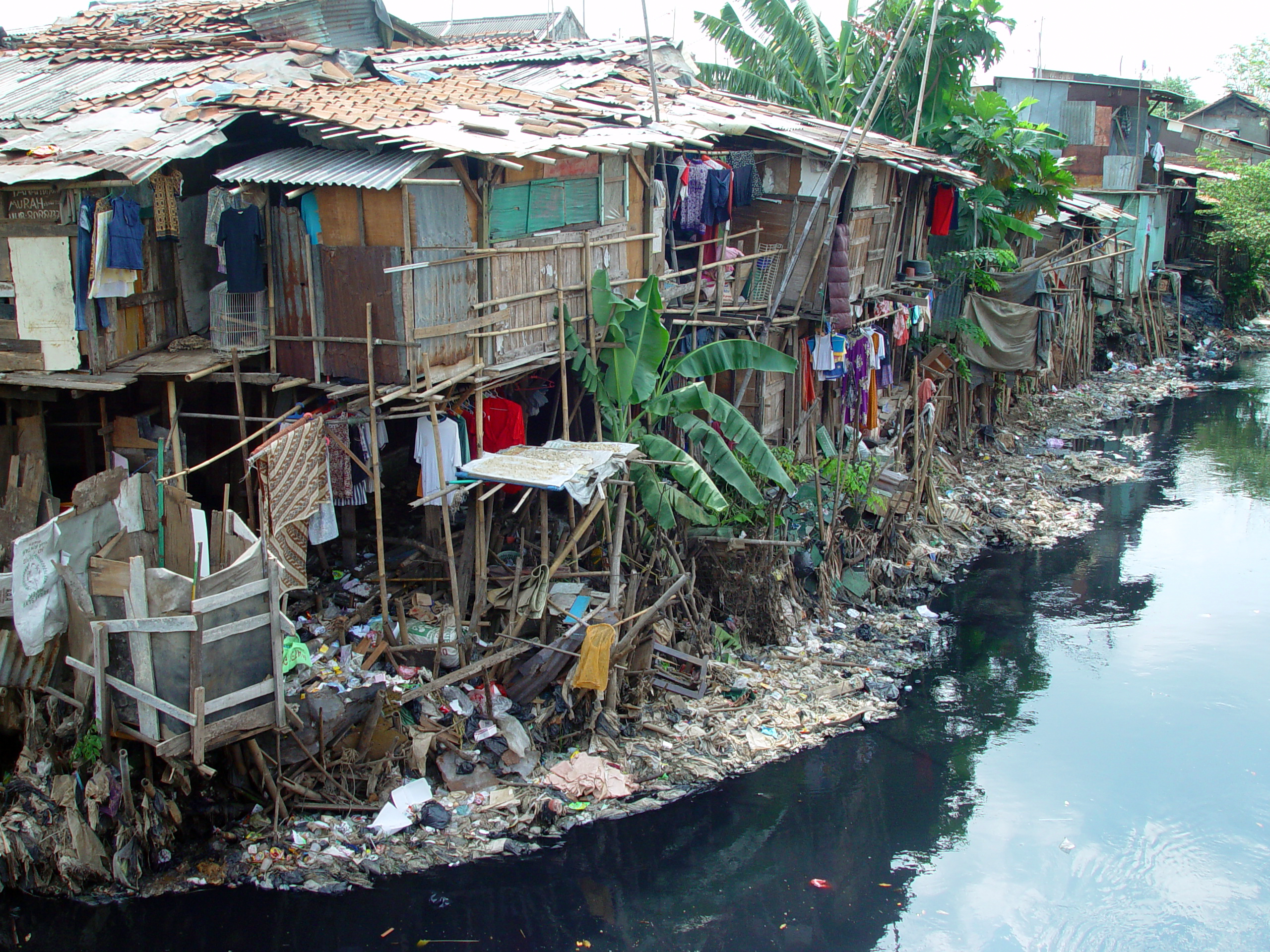

التهديدات العشرة، هي التهديدات التي حددتها الهيئة العليا للمخاطر، في الأمم المتحدة وهي :
- الفقر
- الأمراض المعدية
- انحلال بيئي
- الحروب الإقليمية
- الحرب الأهلية
- إبادة جماعية
- غيرها من الفظائع (مثل الاتجار بالنساء والأطفال لأغراض الاسترقاق الجنسي ، أو الخطف من اجل سرقة اعضاء الجسم
- أسلحة الدمار الشامل (انتشار الاسلحة النووية ، وانتشار الأسلحة الكيميائية ، وانتشار الأسلحة البيولوجية)
- الإرهاب
- الجريمة المنظمة المنشرة على كامل البلد

## وصلات خارجية
- تقرير التهديدات العشرة